# Muntanyes Spantik-Sosbun
Les muntanyes Spantik-Sosbun és una serralada secundària de la gran serralada del Karakoram. Administrativament es troba a la regió de Gilgit-Baltistan, al Pakistan. El cim més alt de la serralada és el Spantik, de 7.027 msnm. Un altre cim destacat de la serralada és el Sosbun Brakk, de 6.413 msnm.
És una serralada estreta, d'uns 120 km de llargada, orientada d'est a oest. Al nord, la serralada està delimitada per les importants glaceres Hispar i Biafo, al costat nord i est de les quals hi ha l'Hispar Muztagh i la Panmah Muztagh. Al sud-oest, la glacera Barpu i la glacera Chogolungma separen la serralada de les muntanyes Rakaposhi-Haramosh. El Polan La, de 5.840 msnm, separa ambdues glaceres i uneix les dues serralades. Al sud-est, el riu Braldu separa la serralada de les muntanyes Mango Gusor.